# William Henry Fox Talbot

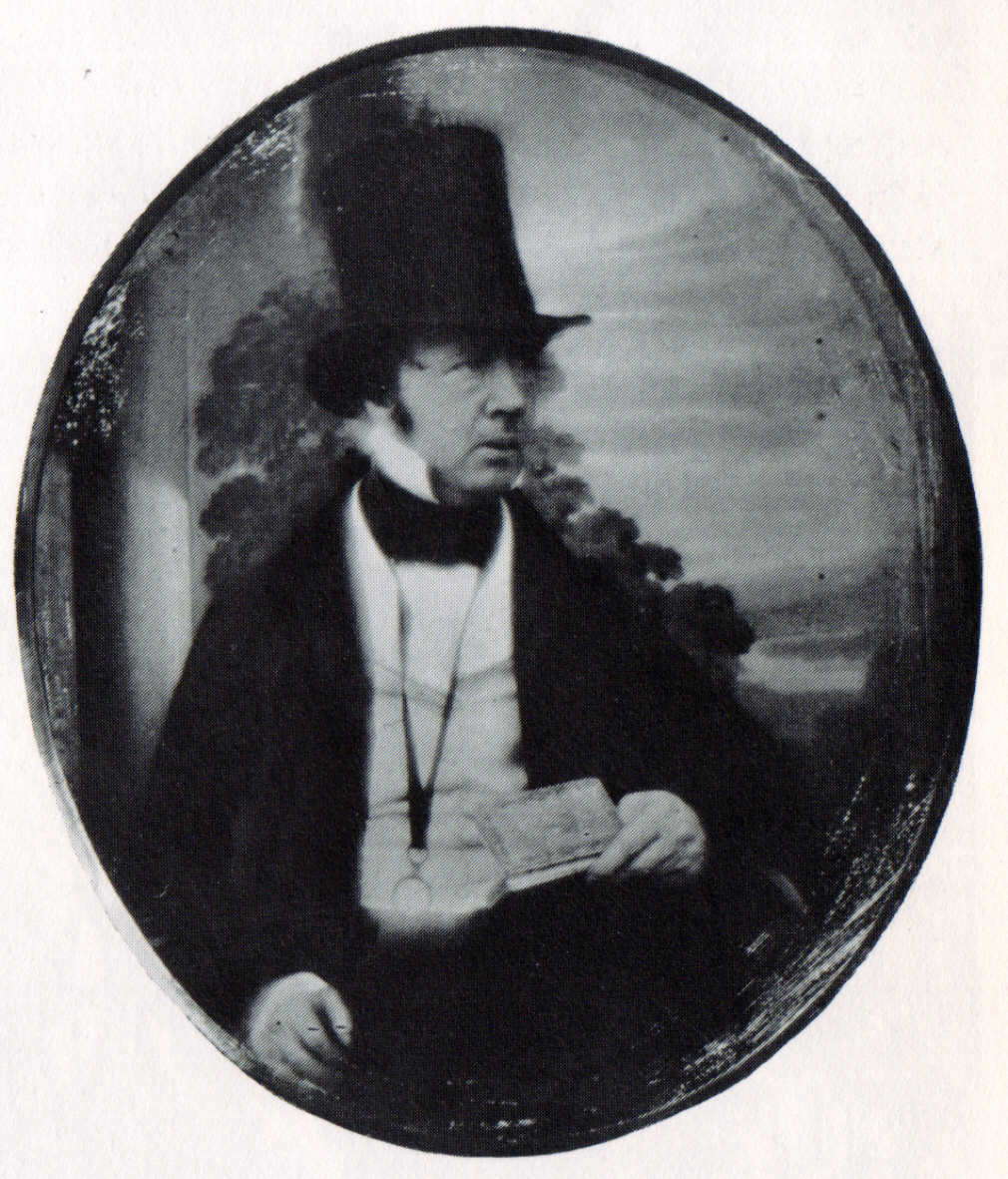
William Henry Fox Talbot, Daguerreotypie von Antoine Claudet, (1844)

William Henry Fox Talbot (* 11. Februar 1800 in Melbury, Grafschaft Dorset, England; † 17. September 1877 in Lacock Abbey, Grafschaft Wiltshire, England) war ein britischer Fotopionier und Universalgelehrter.
Talbot war ein Angehöriger der englischen Oberschicht, gut ausgebildet und erfolgreich auf verschiedenen Gebieten der Natur- und Geisteswissenschaften. Seine größte, nachhaltige Leistung erreichte er auf dem Gebiet der Fotografie. Hier entwickelte er das Prinzip des Negativ-Positiv-Verfahrens, das die Vervielfältigung eines fotografischen Bildes durch Abzüge vom Negativ ermöglichte. Es wurde zur Grundlage aller wesentlichen fotografischen Prozesse seit etwa 1860 – zuvor dominierte die zeitgleich mit Talbots Entdeckungen entstandene Daguerreotypie – bis zur verbreiteten Anwendung der Digitalfotografie in den 1990er Jahren.

## Leben

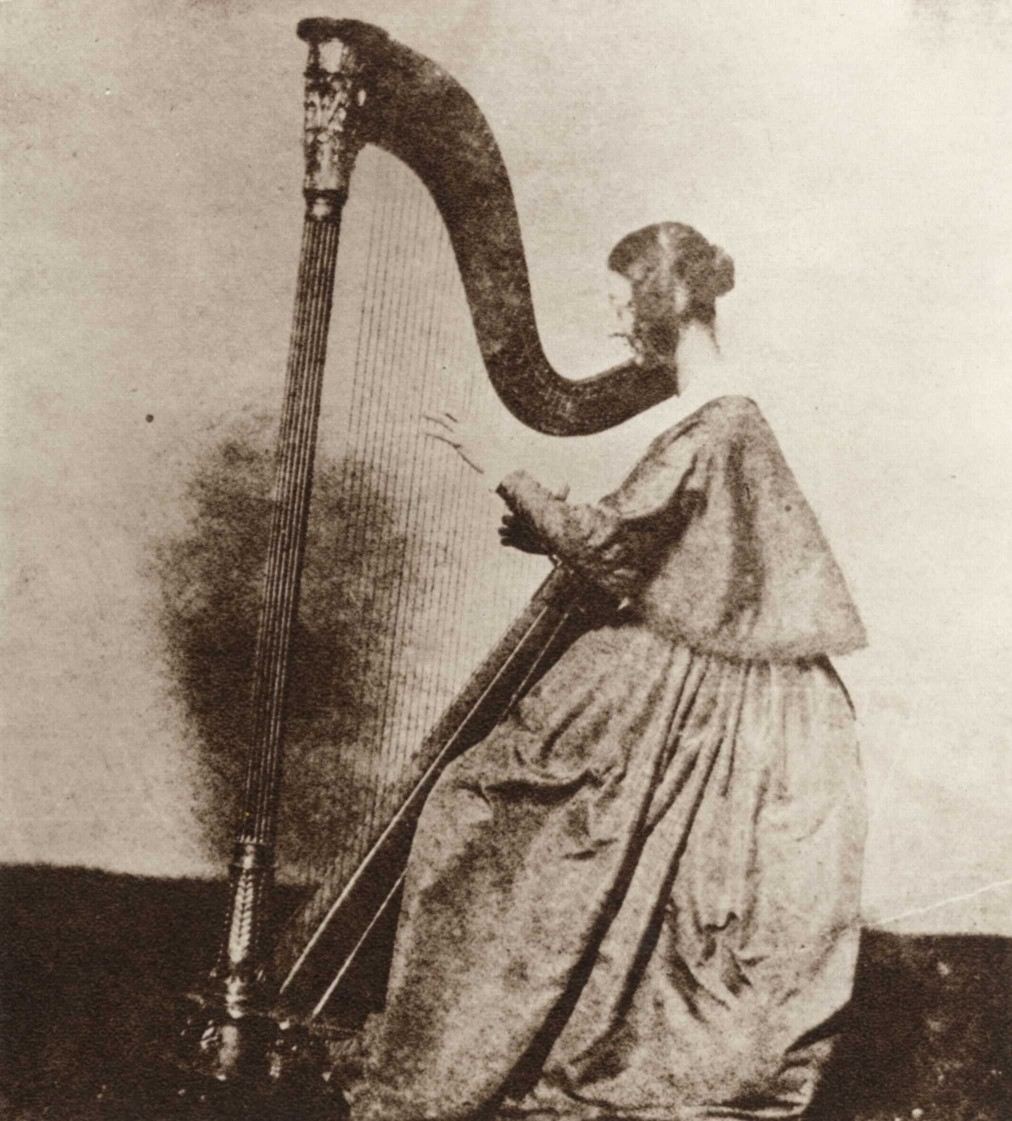
Miss Horatia Feilding, Halbschwester Talbots, frühe Kalotypie (um 1842)

William Henry Fox Talbot war das einzige Kind von William Davenport Talbot auf Lacock Abbey, einem herrschaftlichen Anwesen östlich von Bath, und Elisabeth Theresa, Tochter des 2. Earl of Ilchester. Er war erst fünf Monate alt, als sein Vater hoch verschuldet starb. So lebten Mutter und Sohn einige Jahre lang unter sehr bescheidenen Bedingungen. 1804 heiratete Lady Elisabeth den späteren Konteradmiral Charles Feilding. Die finanziellen Verhältnisse erlaubten es nun, Lacock Abbey wiederherzustellen und als Wohnsitz zu nutzen. Der junge Talbot bekam noch zwei Halbschwestern. Er wuchs in einer wohlhabenden und einflussreichen Umgebung auf. Seine Mutter verfügte durch ihre Herkunft über weitreichende gesellschaftliche Verbindungen, ein Onkel war Karrierediplomat, seine Halbschwester Caroline wurde Hofdame am Königshof, sein Cousin Christopher Rice Mansel Talbot galt Zeitgenossen als „reichster Bürgerlicher“ in ganz Großbritannien.
Die Familie unternahm die damals üblichen Bildungsreisen auf dem europäischen Kontinent, aus denen sich für Talbot nützliche persönliche Kontakte ergaben, aber auch erste Anstöße für seine späteren Arbeiten auf dem Gebiet der Fotografie. Während die anderen Mitglieder der Reisegruppe in Italien mehr oder weniger geläufig Skizzen der Sehenswürdigkeiten anfertigten, sah Talbot sich außerstande, etwas Brauchbares zustande zu bringen, obwohl er eine „Camera lucida“ als Zeichenhilfe benutzt hatte. Später erinnerte er sich, dass er damals begann, „nachzudenken über die unnachahmliche Schönheit der Bilder, von der Natur gemalt, welche durch die Glaslinse der Camera auf das Papier in ihrem Brennpunkt geworfen wird ... ich verfolgte die Idee ... wie reizvoll es wäre ... diese natürlichen Bilder haltbar zu machen und auf dem Papier festzuhalten“.
Talbot war ein ausgezeichneter Schüler. Er erhielt zunächst Unterricht von seiner Mutter, einer hochintelligenten, gebildeten Frau, die mehrere Sprachen beherrschte und Großes von ihrem Sohn erwartete. Bis zu ihrem Tod 1846 hatte sie großen Einfluss auf Talbot und motivierte ihn zu immer neuen Anstrengungen. Seit 1811 besuchte er die renommierte Harrow School im Nordwesten Londons und studierte seit 1817 am Trinity College in Cambridge. 1825 beendete er sein Studium der Klassischen Literatur und der Mathematik als „Master of Arts“ (MA).
1824 war Talbot in München zufällig mit dem britischen Astronomen John Herschel zusammengetroffen. Das war die Grundlage einer Freundschaft und Zusammenarbeit, die vermutlich wesentlich dazu beigetragen hat, dass Talbot sich intensiv mit der Erforschung des Lichts und optischer Phänomene auseinandersetzte. Herschel machte ihn 1826 mit David Brewster bekannt, einem bedeutenden schottischen Physiker, der ebenfalls über das Licht forschte. Brewster zeigte großes Interesse an Talbots Arbeit, veröffentlichte dessen Artikel in seinem wissenschaftlichen Journal und blieb ihm lebenslang freundschaftlich verbunden. Am 20. Dezember 1832 heiratete Talbot Constance Mundy aus Derbyshire. Fast gleichzeitig wurde er als Kandidat der „Whigs“ (der Reformpartei) ins Parlament gewählt. Als Politiker engagierte er sich nicht auffallend; er besuchte die Sitzungen regelmäßig, ergriff aber selten das Wort.
In seinem für die damalige Zeit überdurchschnittlich langen, bis zuletzt arbeitsreichen Leben korrespondierte Talbot mit über 1100 Wissenschaftlern, Politikern und Privatpersonen – 8000 an ihn gerichtete Briefe und 2000 Schreiben von seiner Hand sind erhalten; schon im Alter von acht Jahren hatte er seinen Stiefvater dringend gebeten, „Mama und allen anderen, denen ich schreibe, zu sagen, sie sollen meine Briefe aufbewahren und nicht verbrennen.“ Talbot starb nach längerer Krankheit am 17. September 1877 in seinem Arbeitszimmer in Lacock Abbey und wurde in Lacock beerdigt.

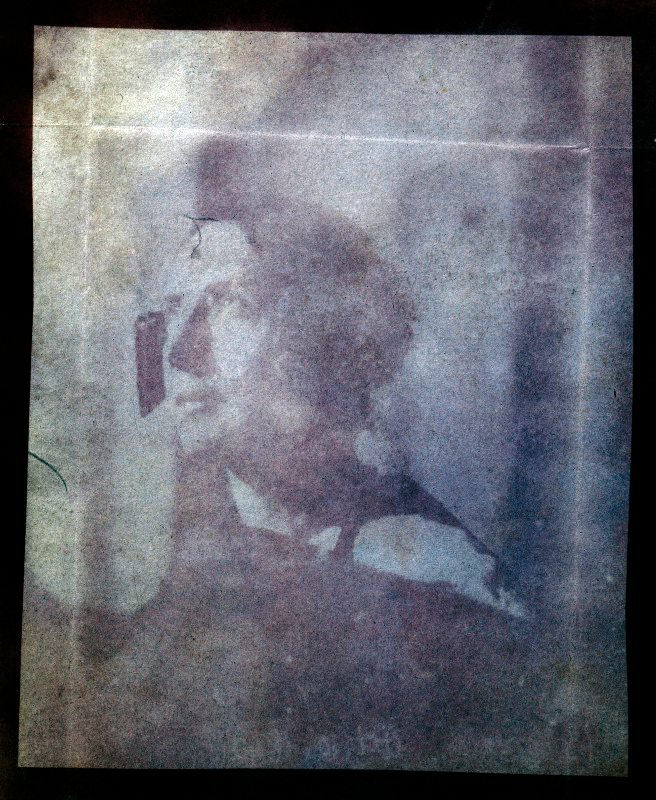
Constance Fox Talbot, die Frau von William Henry Fox Talbot, die er 1832 heiratete, circa 1840

## Die fotografischen Erfindungen

### Schattenzeichnung, cliché-verre, Photogene Zeichnung
In den Jahren nach 1834 gelangen Talbot die Entdeckungen, die ihm einen Platz in der Geschichte der Fotografie sicherten. Während der Parlamentspause im Oktober 1833 hielt er sich mit seiner Frau und den beiden Schwestern am Comer See auf. Wieder scheiterte er bei seinen Versuchen, die Schönheiten der Umgebung mit dem Zeichenstift wiederzugeben, dieses Mal mit Hilfe einer „Camera lucida“: „Wenn das Auge sich von dem Prisma löste – in dem alles schön ausgesehen hatte – fand ich, dass der treulose Stift auf dem Papier nur traurige Spuren hinterlassen hatte“. Erst im Frühjahr 1834 fand er auf Lacock Abbey Zeit, sich seinem besonderen Problem zu widmen. Er präparierte normales Schreibpapier mit verschiedenen Lösungen von Kochsalz und Silbernitrat und machte es auf diese Weise lichtempfindlich, legte undurchsichtige Objekte darauf und setzte es der Sonne aus. Die belichteten Partien verfärbten sich dunkel, die übrigen blieben hell. Die so entstandenen Fotogramme nannte er sciagraphs (Schattenzeichnungen).

Das berühmte Erkerfenster von Lacock Abbey, 1835
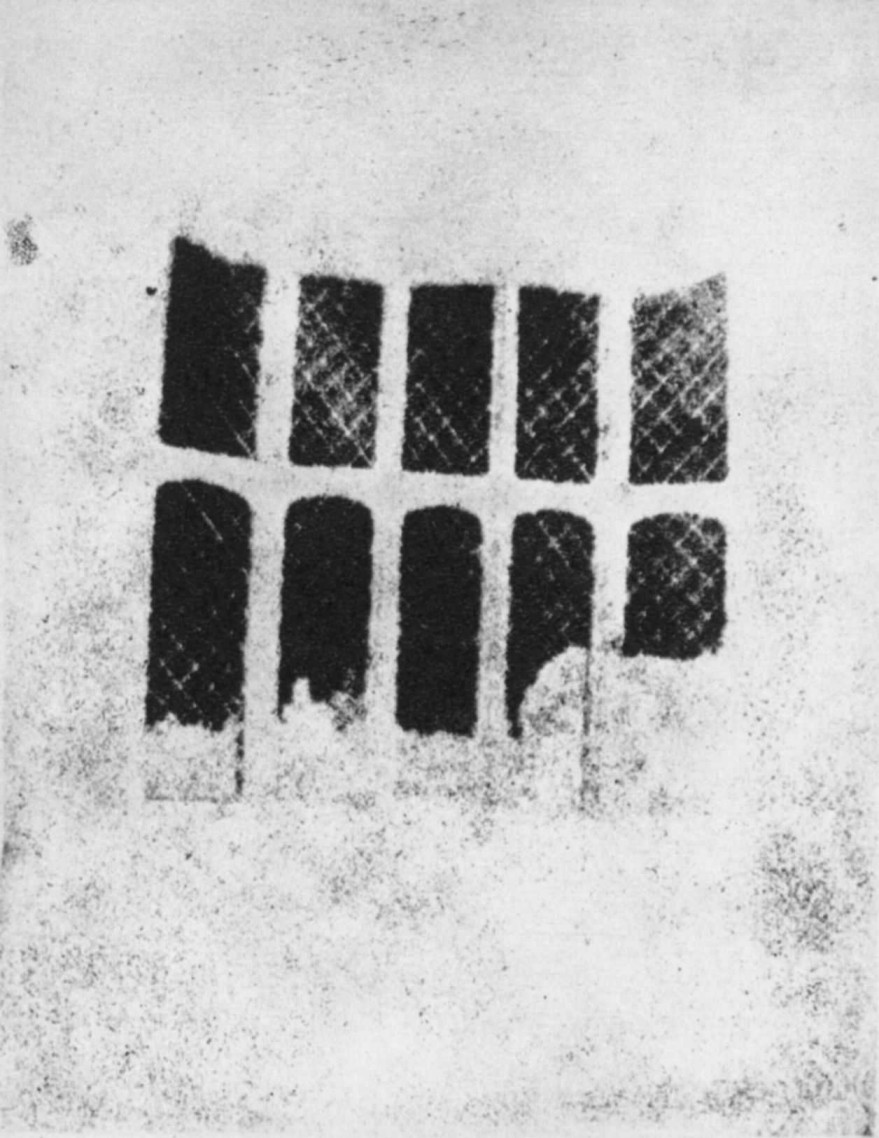
Das Negativ
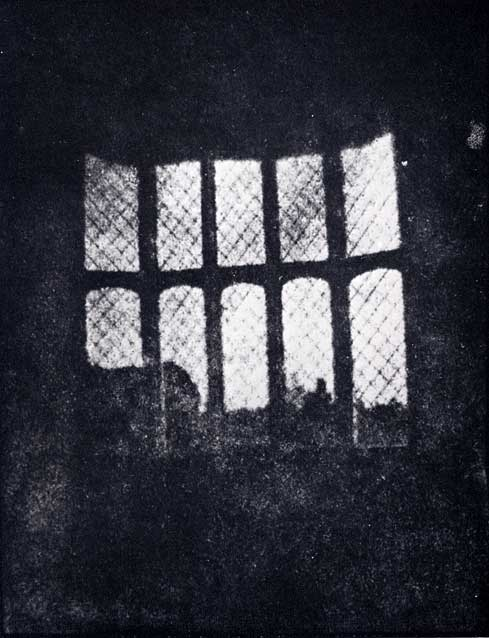
Das Positiv

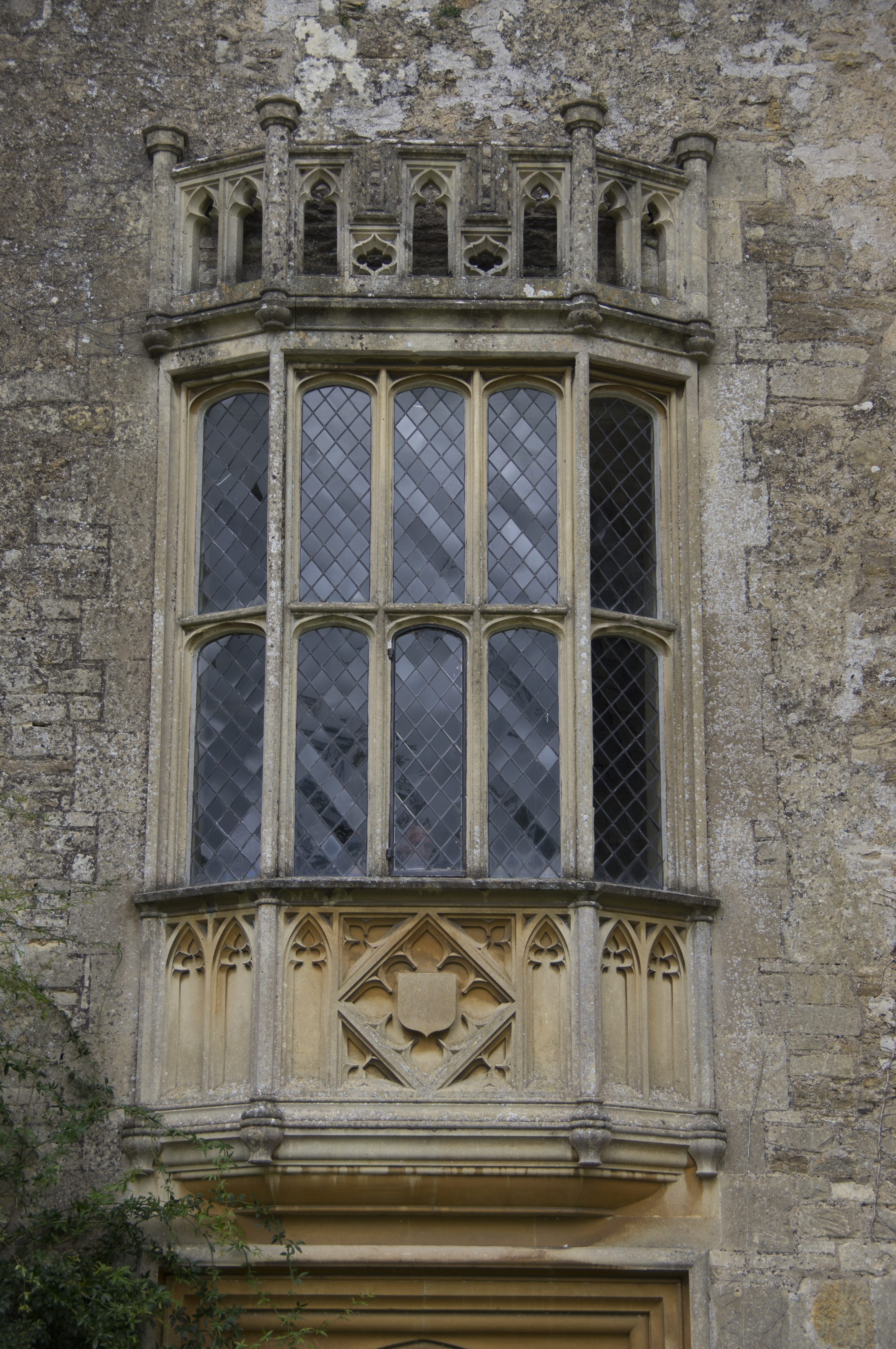
Das Erkerfenster fotografiert 2011, Lacock 24 (6144341571)

Während eines Aufenthalts in Genf setzte Talbot im Herbst 1834 seine Versuche fort. Seine Papiere waren noch nicht lichtempfindlich genug, um in einer Kamera verwendet zu werden. Er bat daher einen befreundeten Künstler, in eine lichtdicht beschichtete Glasplatte eine Zeichnung zu ritzen, kopierte dieses Negativ mehrfach auf seine lichtempfindlichen Blätter und begründete so eine grafische Technik, die später cliché-verre genannt wurde. Im Sommer 1835 experimentierte Talbot mit verschiedenen Chemikalien, um Papierbeschichtungen zu entwickeln, die zur Verwendung in einer Kamera geeignet waren. Ihm wurde klar, dass er die Negative, die er dabei erhielt, beliebig oft wieder auf lichtempfindliches Papier kopieren könnte, um tonwertrichtige Bilder zu bekommen. Überall auf seinem Anwesen platzierte er Versuchskameras für lange Belichtungszeiten – grob gearbeitete Kistchen, nur fünf bis acht Zentimeter groß, die von seiner Frau Constance „Mausefallen“ genannt wurden. Das früheste erhaltene Papiernegativ stammt vom August 1835, eine kleine Aufnahme des Erkerfensters von Lacock Abbey. Nur seine Familie wusste zu diesem Zeitpunkt von seinen Entdeckungen, für eine Veröffentlichung schien es ihm noch zu früh.
In den nächsten drei Jahren verfolgte Talbot andere wissenschaftliche Projekte, so schrieb er ein Buch über Altertumsforschung („Hermes, or Classical and Antiquarian Research“). Erst im November 1838 begann er wieder mit fotografischen Experimenten und bereitete sich in aller Ruhe darauf vor, damit an die Öffentlichkeit zu gehen. Im Januar 1839 traf aus Paris die Nachricht ein, Louis Jacques Mandé Daguerre sei es gelungen, die Bilder der camera obscura haltbar zu machen. Details waren noch nicht bekannt, aber Talbot musste jetzt um die Anerkennung seiner Erfindung fürchten. Eilig bemühte er sich darum, seine Methode öffentlich vorzustellen, obwohl sie noch nicht sehr leistungsfähig war. Seine Schrift „Some Account of the Art of Photogenic Drawing…“ („Ein Bericht über die Kunst der Photogenen Zeichnung oder der Prozess, durch welchen natürliche Gegenstände sich selbst abbilden, ohne Hilfe durch den Stift eines Künstlers”) wurde am 31. Januar 1839 vor der “Royal Society” verlesen, drei Wochen später erklärte Talbot selbst dort seine Arbeitsweise. Die Technik hatte nun auch einen neuen Namen: Photogene Zeichnung.
Sieben Monate danach wurde deutlich, dass Daguerre ein völlig anderes Verfahren benutzte. Die Frage der Priorität an der Erfindung der Fotografie schien dennoch entschieden. Daguerre konnte einzelne, sehr eindrucksvolle Resultate vorweisen und wurde durch die französische Regierung und die Öffentlichkeit seines Landes nachdrücklich unterstützt, man betrachtete die Weitergabe der Erfindung als Geschenk Frankreichs an die Welt. Talbot dagegen bekam keine offizielle Unterstützung, die „Royal Society“ lehnte es sogar ab, seine Arbeit über die Fotografie in ihren regelmäßigen Veröffentlichungen zu berücksichtigen.

### Die Kalotypie

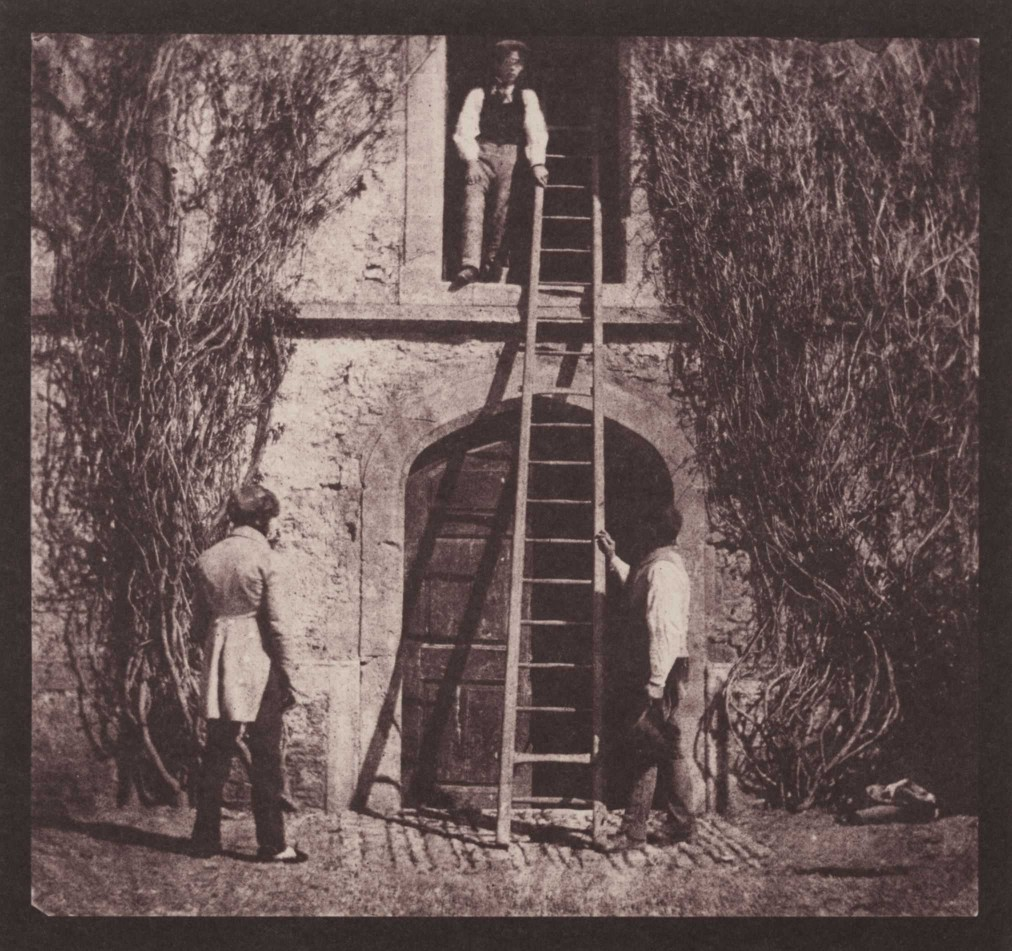
Tafel XIV aus „The Pencil of Nature“, 1844

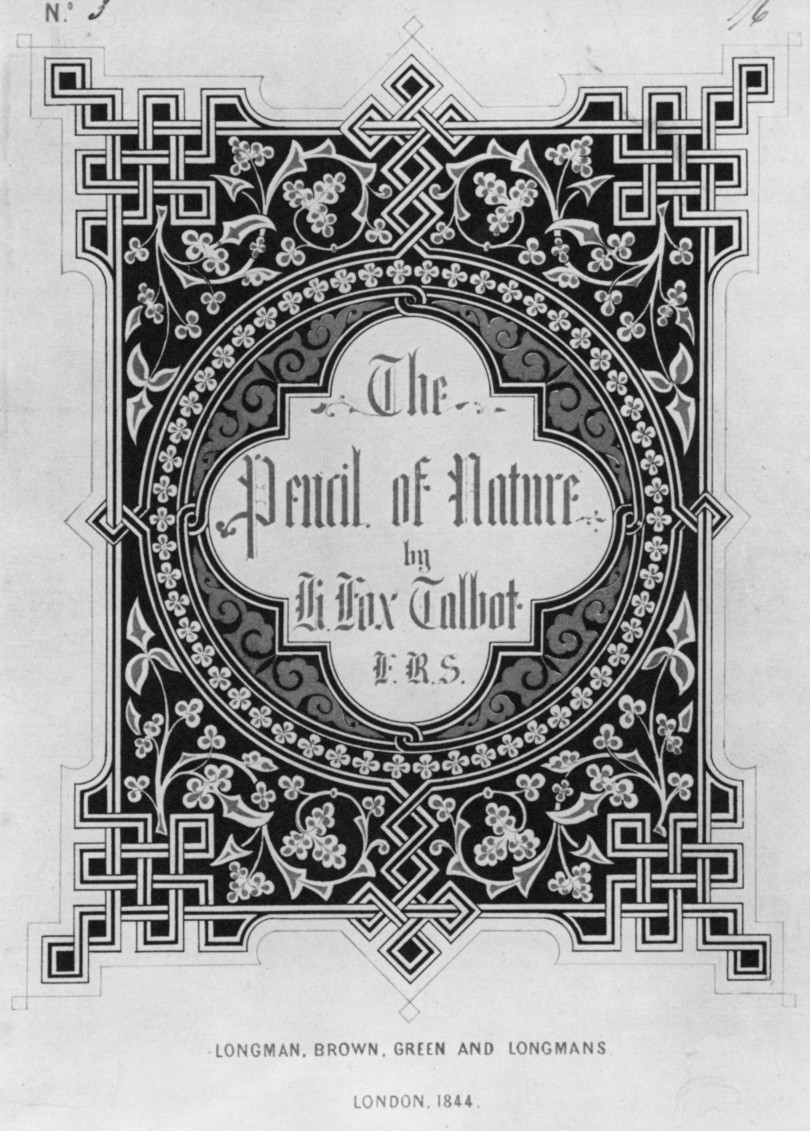
Umschlag von „The Pencil of Nature“, etwa 1844

Seine Freunde David Brewster und John Herschel veranlassten Talbot, trotz der frustrierenden Erfahrungen intensiv weiter zu arbeiten. Herschel machte eigene Experimente und entdeckte eine Möglichkeit, die verwendeten Silbersalze nach dem Entwickeln an weiterer Reaktion zu hindern – er nannte den Vorgang „Fixieren“, sowohl Talbot als auch Daguerre wendeten ihn an. Herschel prägte auch die Begriffe „Photographie“, „Positiv“ und „Negativ“ für Talbots Arbeiten. Der Sommer 1840 war für englische Verhältnisse ungewöhnlich lang und sonnig, so machte Talbot wesentliche Fortschritte. Bisher benötigte er für ein brauchbares Papiernegativ Belichtungszeiten von etwa einer Stunde. Nun fand er heraus, dass auch eine kurze Belichtung in der Größenordnung von ein bis drei Minuten in seinen Papieren eine ausreichende, wenn auch zunächst unsichtbare Veränderung verursachte. Mit Hilfe eines chemischen Entwicklers konnte er daraus ein vollwertiges Negativ machen. Die Aufnahme erfolgte auf Jodsilberpapier, wurde in Gallussäure und Silbernitrat entwickelt, in Natriumthiosulfat fixiert, durch Baden in Wachs transparent gemacht und schließlich wiederum auf Jodsilberpapier zum Positiv umkopiert. Dieses verbesserte Verfahren nannte Talbot „Calotype Photogenic Drawing“, es wurde bekannt als Kalotypie (kalos = altgriechisch „schön“) oder Talbotypie.
Am 8. Februar 1841 ließ Talbot sein Verfahren patentieren – eine unglückliche Entscheidung. Damit blockierte er teilweise selbst die Ausbreitung und Weiterentwicklung seiner Erfindung und sah sich wiederholten Anfeindungen ausgesetzt. Allerdings verzichtete er außerhalb Englands auf die Durchsetzung seiner Patentansprüche. Da sich auch Daguerre für sein Verfahren in England die Patentrechte sicherte mussten englische Fotografen Lizenzen für das eine oder andere Verfahren erwerben. Deshalb kann keine Rede davon sein, dass Talbot durch die Patentierung seines Verfahrens die Verbreitung der Daguerreotypie erleichterte. Die galt zu jener Zeit ohnehin noch als die attraktivere Methode: sie lieferte mit ihren Abbildungen auf präparierten Kupferplatten zwar nur relativ schwere und empfindliche Unikate, diese aber ohne Umweg und als scharfe, detailreiche Positive. Kalotypien dagegen waren zwar leicht und robust, wiesen aber durch die Struktur der verwendeten Papiere eine leicht körnige Unschärfe auf und waren nur nach dem Zwischenschritt über einen Negativprozess zu erhalten; dennoch erwies sich dieser Ansatz – nach Verbesserungen während der folgenden Jahrzehnte und nachdem die hemmenden Verbote gefallen waren – letztlich als die überlegene Technik.
Zunächst aber erlebte Talbot neue Enttäuschungen. Er finanzierte seinem früheren Diener Nicolaas Henneman die Einrichtung einer kommerziellen fotografischen Werkstatt in Reading, zwischen Lacock und London gelegen; dort begann Ende 1843 die Massenproduktion von Photoabzügen, die Kupferstiche und Lithografien ersetzen sollten. Talbot selbst gab seit Juni 1844 in Fortsetzungen sein Buch „Pencil of Nature“ heraus, illustriert mit je 24 Originalabzügen und dazu bestimmt, die neue Technik zu demonstrieren. Das Werk bekam positive Kritiken, verkaufte sich aber kaum. Mit der Massenherstellung entstand das vorerst unlösbare Problem, gleichmäßige Qualität zu garantieren: jedes Blatt musste von Hand beschichtet, unter unstetem Sonnenlicht belichtet und mit wässerigen Lösungen behandelt werden, die nicht immer frei von unerwünschten Zusätzen waren. Oft bleichten Abzüge aus – Anlässe für Maler und Zeichner, die neue Methode, in der sie eine Bedrohung für ihre berufliche Existenz sahen, lächerlich zu machen. Nach vier Jahren musste Hennemans Studio wegen finanziellen Misserfolgs geschlossen werden.
Zusätzliche Schwierigkeiten erwuchsen aus dem umfassenden Patent auf die Methode der Kalotypie, das von Talbot offensiv verteidigt wurde. Das geschah aus prinzipiellen Erwägungen, weil seine Mutter und Brewster ihn dazu gedrängt hatten, aber auch um Hennemans Atelier in Reading vor Konkurrenz zu schützen. In der Presse wurde Talbots Haltung heftig kritisiert. Man nannte es unverständlich, dass ein derart wohlhabender Mann von jedem Interessenten beträchtliche Summen für die Nutzung seiner Methode verlangte. Als Frederick Scott Archer 1851 das so genannte nasse Kollodium-Verfahren einführte, ein verbessertes Negativ/Positiv-Verfahren auf chemisch anderer Grundlage, klagte Talbot dagegen und verlor. Das Gericht bescheinigte ihm zwar 1854, Erfinder der Fotografie zu sein, entschied aber auch, dass die neueren Verfahren seine Patentrechte nicht verletzt hätten. Das enttäuschende Gerichtsurteil, sein Ansehensverlust in der öffentlichen Meinung und gleichzeitige gesundheitliche Probleme hatten zur Folge, dass Talbot alle fotochemischen Experimente einstellte und auch keine neuen Aufnahmen mehr machte. Über seine Arbeiten auf diesem Gebiet schrieb er zusammenfassend: Ich behaupte nicht, eine Kunst zur Perfektion gebracht zu haben, aber ich habe etwas begonnen, dessen Grenzen heute noch nicht genau zu bestimmen sind. Ich erhebe den Anspruch, diese Kunst auf eine sichere Grundlage gestellt zu haben.

## Weitere wissenschaftliche Leistungen

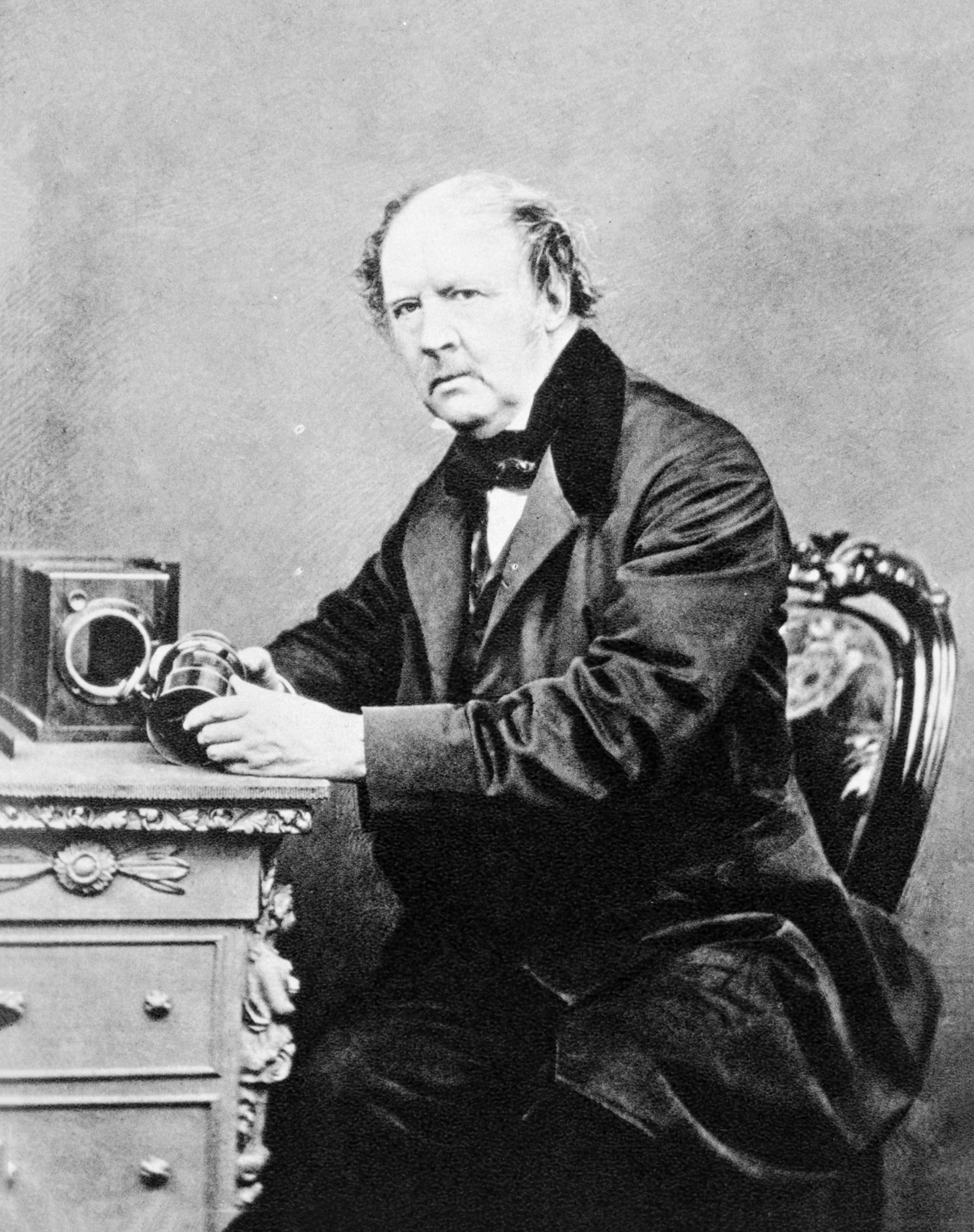
Altersbild Talbots, 1864

Talbots wissenschaftliche Interessen und Fähigkeiten waren außerordentlich vielseitig. In dieser Hinsicht verband er die Position des begabten Amateurs, wie sie im 18. Jahrhundert verbreitet war, mit den wachsenden Ansprüchen auf Professionalität des 19. Jahrhunderts. Er war Mitglied der „Royal Astronomical Society“ und der „Royal Society“, Ehrendoktor der Universität Edinburgh, erhielt zwölf Patente auf verschiedenen Gebieten, veröffentlichte acht Bücher und über hundert Zeitschriftenartikel. In mehreren Wissensbereichen ist sein Name mit bestimmten Forschungsergebnissen verbunden – in der Mathematik mit „Talbots Kurve“, in der Physik mit dem „Talbot-Effekt“ und dem „Talbot“ (einem Namen der Einheit der Lichtmenge), in der Psychologie mit „Talbots Gesetz“, in der Botanik mit zwei Spezies, die nach ihm benannt sind und in der Astronomie mit dem Mondkrater Talbot, der 1976 nach ihm benannt wurde sowie dem Asteroiden (3151) Talbot. Auch der Talbot-Gletscher in der Antarktis wurde nach ihm benannt.
In der Mathematik erzielte er wichtige Ergebnisse auf dem Gebiet der elliptischen Integrale und in der Zahlentheorie,
die auf den Arbeiten von Euler, Legendre, Jacobi und Abel aufbauten.
1831 wurde er für seine mathematischen Arbeiten zum Fellow der Royal Society gewählt. 1858 wurde er Ehrenmitglied (Honorary Fellow) der Royal Society of Edinburgh.
Nachdem er sich in den 1850er Jahren gesundheitlich erholt hatte, suchte Talbot einen neuen Weg, Fotografien zuverlässig zu vervielfältigen. Er hatte eingesehen, dass der fotochemische Prozess mit Silbersalzen nie zu wirklich befriedigenden Resultaten führen würde. Das Ergebnis seiner neuen Untersuchungen war eine Art von Gravur, von der konventionelle Drucke hergestellt werden konnten. Bis 1858 gelang es ihm, in Edinburgh, einem Zentrum der Druckindustrie, ein Verfahren zu entwickeln und zu erproben, das er „Photoglyphe Gravur“ nannte. Für diesen direkten Vorläufer der modernen Photogravur erhielt er ein Patent und auf der Internationalen Ausstellung in London 1862 eine Medaille.
Ab den frühen 1850er Jahren begann sich Talbot für altorientalische Keilschrift zu interessieren, insbesondere die assyro-babylonische Variante der Schrift. Zunächst studierte er die Werke von Henry Creswicke Rawlinson und Edward Hincks, bevor er begann, selbst Untersuchungen zur Struktur der Schrift anzufertigen. In der Manuskript-Sammlung der British Library sind noch mehr als 100 Notizbücher von Talbot erhalten, in denen er den Versuch unternimmt, Lesung und Aufbau von Keilschrift-Zeichen zu verstehen. Frustriert von der allgemeinen Skepsis über die Möglichkeit einer Entzifferung wandte sich Talbot im Oktober 1855 an Henry Burgess, den Herausgeber des Journal of Sacred Literature, und beklagte, dass die Bedeutung der Entzifferung nicht überall anerkannt sei. Schließlich schlug Talbot selbst vor, dass die Royal Asiatic Society eine Parallelübersetzung ausrichten solle, in der dieselbe Keilschrift-Textpassage unabhängig von verschiedenen Gelehrten übersetzt werden solle. Gäbe es Übereinstimmungen, wäre damit bewiesen, dass die Keilschrift erfolgreich entziffert sei. Im Jahr 1857 fand die Parallelübersetzung einer Inschrift von Tiglat-Pilesar statt. Rawlinson, Hincks, Jules Oppert und Talbot selbst nahmen teil, ihre Übersetzungen wichen zwar teilweise stark voneinander ab, doch die Parallelen waren zu stark, um weiter an der erfolgreichen Entzifferung der Keilschrift zu zweifeln.

## Galerie

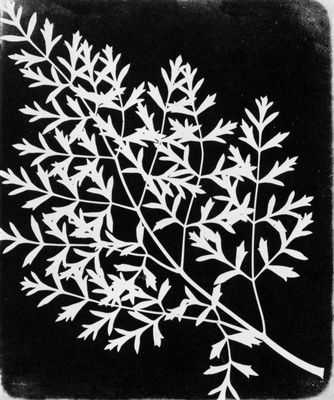
Photogene Zeichnung, etwa 1839
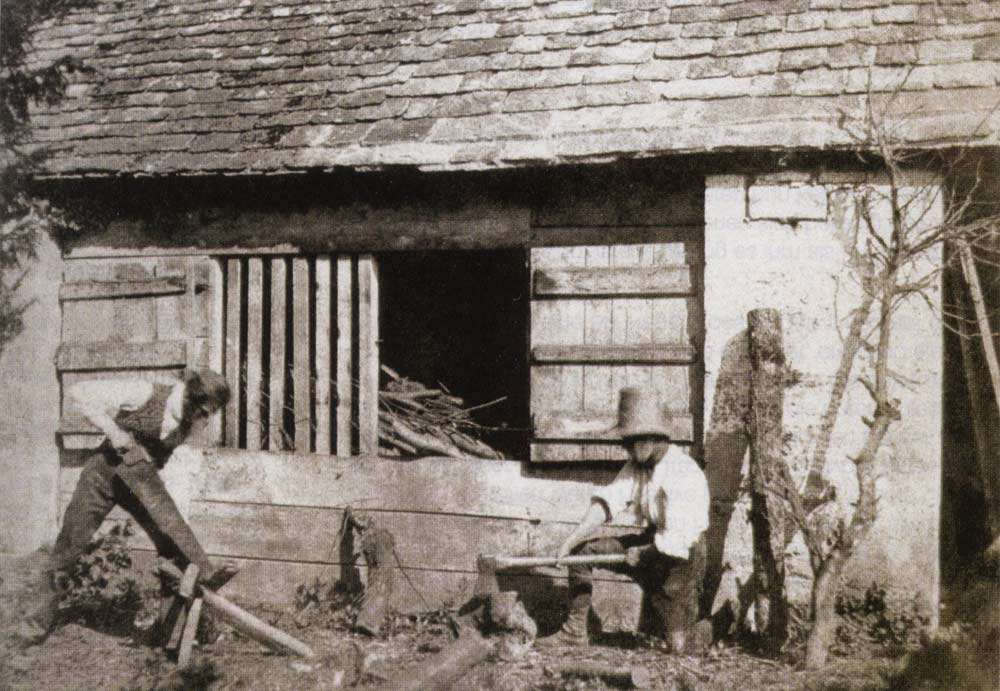
Schreiner in Lacock, Kalotypie, etwa 1843
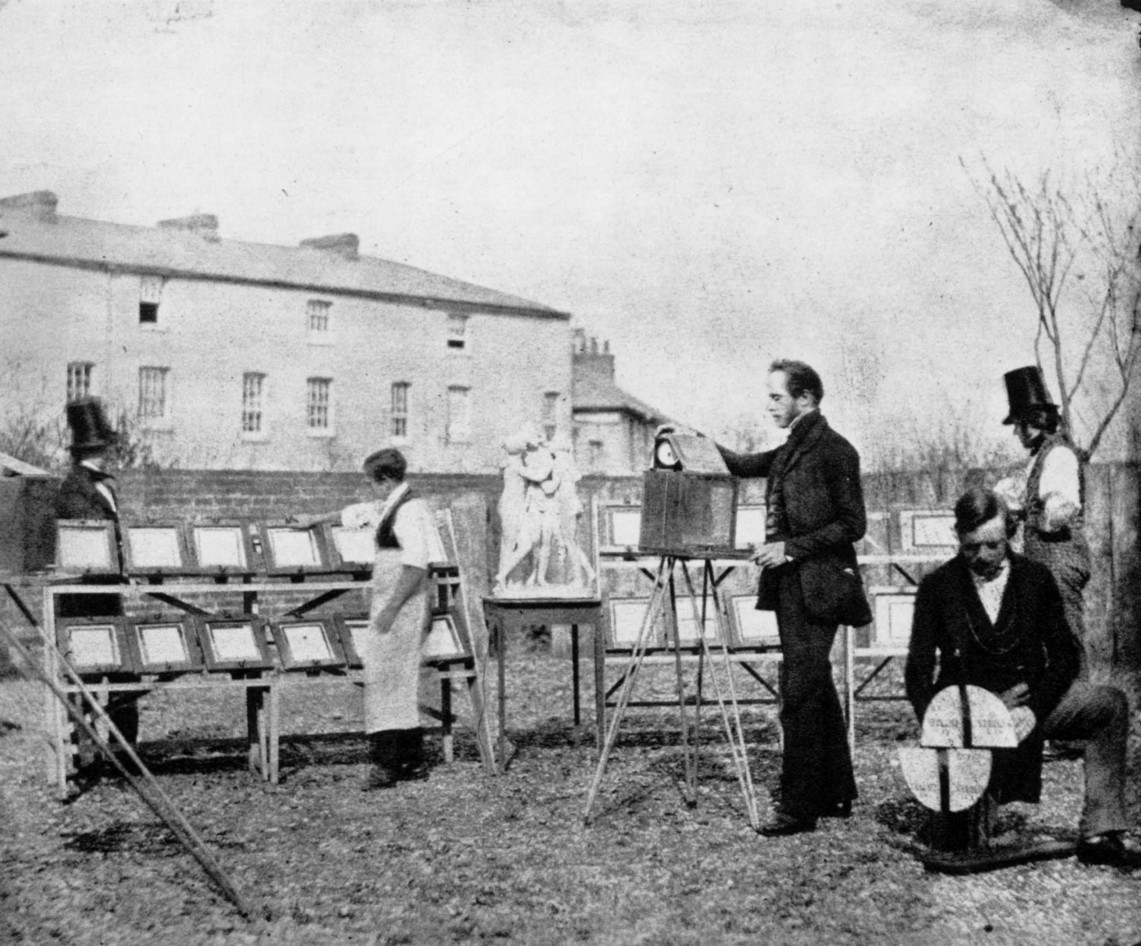
Das Atelier in Reading, Kalotypie, etwa 1845
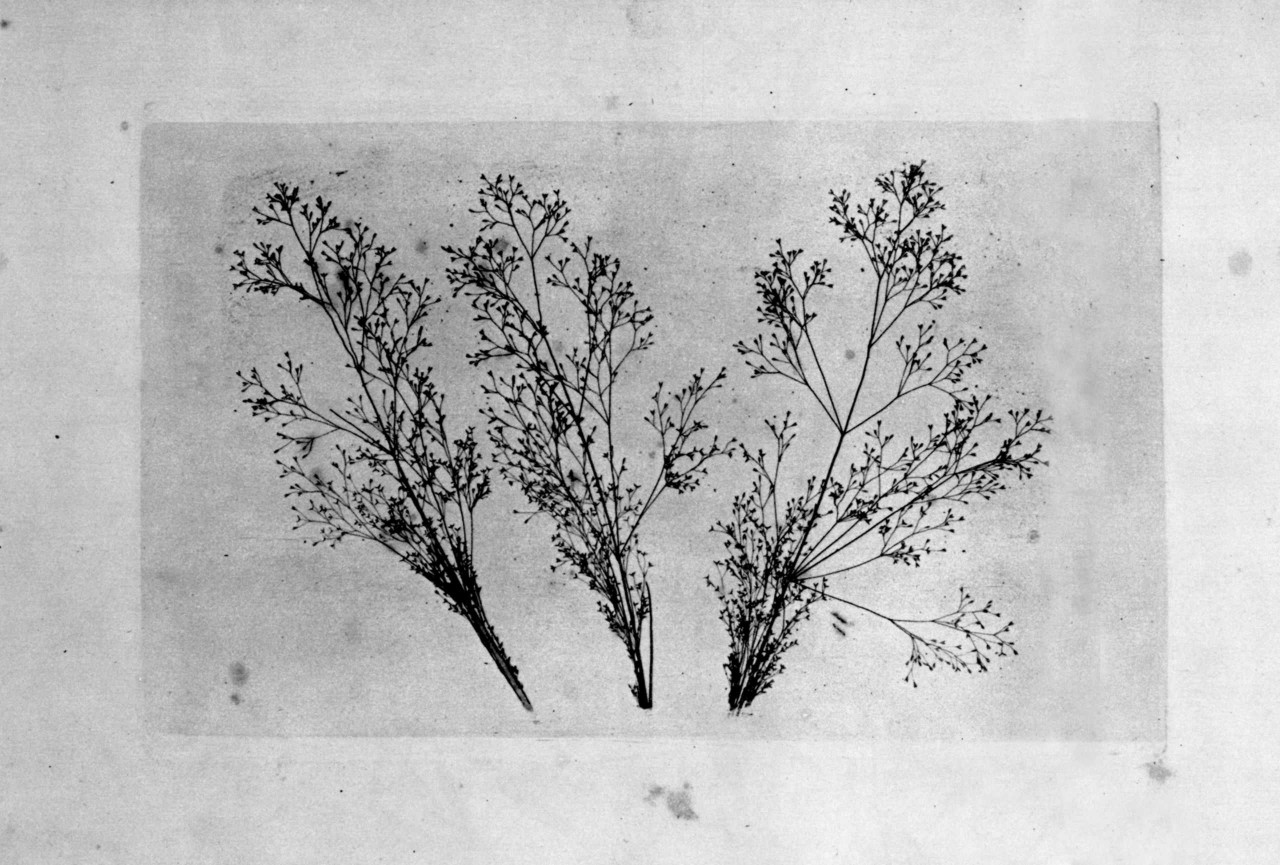
Photoglyptische Gravur, nach 1850
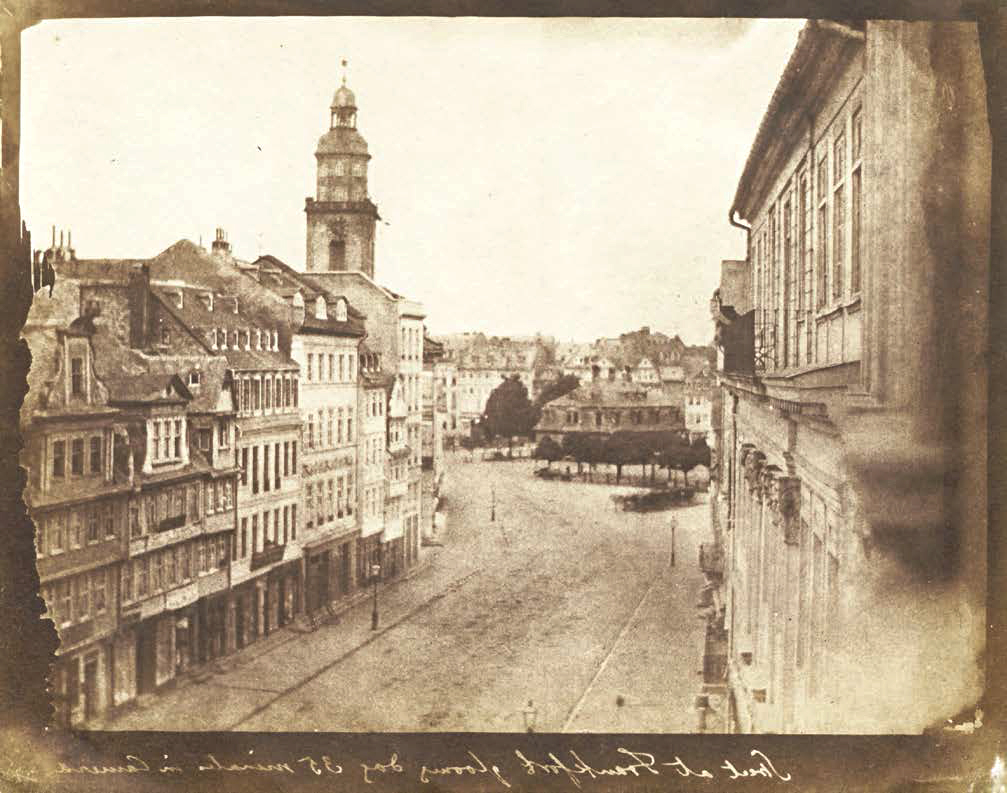
Frankfurt am Main: Blick auf die Zeil in Richtung Hauptwache, Kalotypie, 1846